# Guillaume Dégé
Pour les articles homonymes, voir Xian de Dêgê.
Guillaume Dégé, né le 22 juin 1967 à Boulogne-Billancourt, est un artiste, collectionneur,illustrateur, enseignant français.

## Biographie
Guillaume Dégé étudie la langue chinoise  à l'INALCO  (Langues O') de 1988 à 1993, puis poursuit ses études en Chine à l'East China Normal University (Shanghai).
De grands quotidiens français tels que Le Monde, Libération, La Tribune, et magazines mensuels, Notre histoire, Beaux Arts Magazine, Le Monde diplomatique, commandent et publient ses dessins de presse depuis 1994.
Guillaume Dégé se consacre à son travail d'artiste depuis 2001. Ses œuvres exposées à la galerie Semiose (Paris) séduisent les amateurs, puis entrent dans les collections publiques françaises à partir de 2005.
De 2005 à 2018, Guillaume Dégé enseigne à la HEAR (Strasbourg)  à l'atelier d'illustration,. Il  joue alors un rôle essentiel dans la parution régulière d'artistes issus de l'atelier d'illustration dans le New York Times,. Plusieurs élèves de Guillaume Dégé ont créé des maisons d'éditions (Editions 2024, Biscoto, Icinori, Magnani, 3 fois par jour). Depuis 2019, Guillaume Dégé est enseignant à l'ENSAD (Paris).
Guillaume Dégé est également enseignant et professeur associé à l'université de Xi'an (province de Shaanxi, RPC).

### Activités en Chine
En 1994, il crée avec Tom de Pékin (Daniel Vincent) la société d'éditions Les 4 mers, pour laquelle il choisit une imprimerie d'état (Rongbao zhai) aux techniques traditionnelles d'impression offset, de gravure sur bois et de reliure. 17 ouvrages d'artistes français sont édités jusqu'en 2001.
Guillaume Dégé est professeur associé à l'université des Beaux-Arts de Xi'an depuis 2015, il enseigne à l'atelier d'images imprimées et à l'atelier d'art expérimental.

### De la collection à l'édition
La collection de livres anciens (dont les albums factices,), gravures, illustrations et vieux papiers, est une des sources de création et de publications de Guillaume Dégé, " érudit tentaculaire et chineur inépuisable ". Plusieurs ouvrages sont essentiellement  inspirés par les gravures anciennes utilisées comme matière première pour des créations originales,.

### Travail artistique
Artiste érudit,  et coloriste subtil, Guillaume Dégé, invente une forme de création graphique à  base de collage, et de peinture. Incorporant parfois des gravures anciennes, son œuvre est souvent réalisée sur des papiers anciens, avec des techniques de peinture découvertes puis expérimentées durant ses séjours en Chine, en tant qu'étudiant (1994-2001) puis enseignant (à partir de 2015).
Privilégiant l'harmonie à la géométrie ou encore l'emploi de techniques et de matériaux anciens ou étrangers, l'expérience du collectionneur permet à l'artiste de développer des manières de faire fondées à la fois sur l'observation minutieuse d'œuvres et une curiosité intarissable pour l'histoire culturelle et visuelle.
"Inventions fantasmées à partir d'images prélevées dans le réel, les dessins de Guillaume Dégé forment des sortes d'extensions oniriques à des images issues de la culture populaire.".
Les créations de Guillaume Dégé mêlent, souvent par fragments, animaux, humains, plantes, minéraux, à plats, motifs imprimés ou peints ; recyclés entre eux qui plus est : les formes comme les contreformes découpées, tout comme les essais non retenus, sont utilisés par recombinaison. Qualifiées d'« uchroniques » par Julien Carreyn, les œuvres de Guillaume Dégé formeraient ainsi des éléments de langage d'une culture à la fois fictive et plausible.
Ses œuvres sont conservées dans les collections publiques du MAMCS (Strasbourg), du musée de la chasse et de la nature ( Paris), du FRAC Haute Normandie (Sotteville-les-Rouen), du FRAC Ile-de-France (Paris), des artothèques de Caen, Limoges et Auxerre, et dans des collections privées françaises dont l'abbaye d'Auberive et étrangères.

## Publications

### Albums d'artiste
- 1993 : 10x18 Leporello, Guillaume Dégé et Daniel Vincent, 200 ex. en sérigraphie 180 × 18 cm, éditions Cornélius
- 1993 : Un artiste à monter chez soi, 48 pages, 200 ex. en sérigraphie, Éditions Cornélius
- 1994 : Via Crucis, F Liszt, 14 planches sérigraphiées, Guillaume Dégé et Daniel Vincent, 500 ex. numérotés, Éditions Cornélius
- 1994 : Les Faux Poèmes chinois, in Encyclopédie Antipodiste vol. 2, Da Wensan et Dai Rui, Les 4 mers, réédité par les éditions 2024,  (ISBN 978-2-919242-43-6)
- 2000 : Les Faux Poèmes chinois II, in Encyclopédie Antipodiste vol. 15, Da Wensan et Dai Rui, Les 4 mers
- 2003 : Portraits sans voix, recueil de muets célèbres, Sémiose Éditions, 1000 ex. numérotés  (ISBN 2915199035)
- 2013 : Mes espèces, Éditions Ju-Young-Kim, 200 ex. numérotés  (ISBN 9782954010120)
- 2017 : Les parages, Éditions Ju-Young-Kim, 200 ex. numérotés  (ISBN 9782954010168)
- 2017 : Héraldique Fantasy, Éditions Magnani  (ISBN 979-10-92058-28-4)
- 2022 : Ni queue ni tête, Guillaume Dégé et Daniel Vincent (Tom de Pékin), 125 ex. en risographie, DUO Zine No 4

### Illustrations
- 1997 : Hommage à monsieur Pinpon par Mars (1892-1965), collectif HC, Association des amis de la bande dessinée française
- 1999 : Trois drames burlesques, textes de Melter Campion, illustrations de Guillaume Dégé et Blexbolex, Marseille, Les éditions du Cardinal  (ISBN 2-911461-14-2)
- 2005 : Notre nain quotidien, Adman Adam, Édition du Céphalophore entêté  (ISBN 2-915092-17-6)
- 2005 : Quelques personnages principaux : faux roman russe traduit du chinois par Guillaume Dégé, photographies Anémone de Blicquy, Éditions du Seuil  (ISBN 2-02-055541-7)
- 2007 : Les allumettes ou le Feu occulte, Vincent Puente, Édition du Céphalophore entêté  (ISBN 2-915092-26-5)
- 2008 : Fait main, Châtenay-Malabry, A. Beaulet  (ISBN 9782905231727).
- 2008 : Recherches sur l'homme dans l'état de somnambulisme, Armand Marie Jacques de Chastenet de Puységur suivi de L'éveil des somnambules : étude, Olivier Schefer, illustrations de Guillaume Dégé, Paris, VillaRrose  (ISBN 9782951088351).
- 2009 : Poudre aux moineaux - Dust for sparrows, Paul van der Eerden, textes Frédéric Pajak et Guillaume Dégé, traduction en anglais John Doherty, Paris, Buchet-Chastel ; Les Cahiers dessinés  (ISBN 9782283024102)
- 2010 : Bouts, journal de vacances, Guillaume Dégé, Paris, Atelier de bibliophilie populaire éditions  (ISBN 9782360680115)
- 2022 : Et alors… Guillaume Dégé, Paris, Éditions Semiose  (ISBN 9782377390601)

### Bandes dessinées
- 2007 : Dégé est à vendre par Guillaume Dégé, photographies Anémone de Blicquy, Paris, Orbis Pictus  (ISBN 9782913063082)
- 2008 : Mon beau tombeau, roman graphique de Guillaume Dégé, Paris, Orbis Pictus  (ISBN 9782913063303)
- 2009 : 26 façons de mourir, Guillaume Dégé, Paris, Atelier de bibliophilie populaire éditions  (ISBN 9782913063372)

### Publications jeunesse

#### Albums
- 2001 : Ma Maison, Guillaume Dégé, Seuil jeunesse  (ISBN 2-02-041540-2)
- 2002 : Imagier de 1814, Guillaume Dégé, Seuil jeunesse  (ISBN 2-02-052573-9)
- 2004 : ABCDégé, avec Anémone de Blicquy, Seuil jeunesse  (ISBN 2-07-050052-7)
- 2006 : Une journée d'Oscar : une histoire sans gravité, Guillaume Dégé, Gallimard-Jeunesse Giboulées  (ISBN 2-07-057169-6)
- 2010 : S'aimer d'amour, Guillaume Dégé, Paris, éditions Le baron perché  (ISBN 9782360800070)
- 2010 : De bonnes raisons d'être méchant ?, Denis Kambouchner, illustrations Guillaume Dégé, Gallimard-Jeunesse Giboulées  (ISBN 9782070626816)
- 2019 : Bonne fête maman, Paul d'Orlando, illustration Guillaume Dégé, Angoulême, Éditions Biscoto  (ISBN 9782379620010)
- 2019 : Color me, Guillaume Dégé, Sémiose éditions  (ISBN 9782377390250)

#### Illustrations
- 2015 : Y a-t-il eu un instant zéro ?, textes d'Étienne Klein, Paris, Gallimard Jeunesse-Giboulées  (ISBN 9782070658961)

### Illustrations pour la presse
- Illustrations d'articles pour les quotidiens Libération, Le Monde, La Tribune, et les magazines mensuels, Beaux-arts magazine, Le Monde diplomatique[17], Notre Histoire[6]…

### Traductions
- 2005 : Le piéton de Pékin, Li Fan, traduit du chinois par Guillaume Degé et Jong Jong, préface Guillaume Degé, Éditions du Seuil  (ISBN 2-02-053143-7)

### Direction d'ouvrages et participations
- 2010 : L'album factice : revue européenne d'illustration, sous la direction de Guillaume Dégé, Musées de la Ville de Strasbourg  (ISBN 9782351250778)
- 2010 : Dessins croisés : Glen Baxter, Stéphane Calais, Pierre La Police, Raymond Pettitbon, Willem, sous la direction de Guillaume Dégé, préface Katia Baudin-Reneau, Ezanville (Val-d'Oise), Sémiose, Strasbourg, La Chaufferie  (ISBN 9782915199246)
- 2013 : Vu, lu ! , sous la direction de Guillaume Dégé avec la collaboration de Lize Braat, Olivier Bron, Simon Liberman, Strasbourg, Éditions 2024  (ISBN 9782919242153)
- Gustave Doré, ogre et génie, Musées de la ville de Strasbourg, 2014 (ISBN 9782351251089)
- 2016 : Le petit journal : Fit to print, Illustrations de presse de Strasbourg au New York Times, Musées de la Ville de Strasbourg
- 2017 : Pas vu pas pris, sous la direction d'Olivier Deloignon et de Guillaume Dégé, Paris, Zeug  (ISBN 9791095902041)

### Affiches et catalogues
- 2012-2014 : Opéra comique, Paris

### Varia
- 2005 : mission d'intervention en dessin MAC/VAL , Vitry-sur-Seine, maison d'arrêt de Fresnes

## Filmographie
- 1994 : The first witches dance, Studio Dauka, éditions Hortus (Paris)
- 1995 : Le carnaval de animaux de Saint-Saens, Studio Dauka, éditions Hortus (Riga)
- 2006 : Armes à feu, réalisation Gilles Rokoplo, productions Grain de sel pour le Musée de la Chasse et de la Nature (Paris)
- 2020 : Jean de la Fontaine, l'homme qui aimait les fables, Zadig productions, Arte France, Pascale Bouhénic[18].

## Expositions

### Personnelles
- 2000 : Centre d'art Saint Séverin, Paris
- 2004 : Sous Presse, galerie Art's Factory, Montreuil
- 2008 : Galerie Sémiose, Paris
- 2010 : Galerie Sémiose, Paris
- 2013 : Galerie Sémiose (Ron Nagle guest), Paris
- 2013 : Écoles Municipales Artistiques, Vitry-sur-Seine
- 2014 : Centre culturel Franco-Allemand, Karlsruhe (D)
- 2017 : Galerie Sémiose, Paris
- 2020 : Galerie Sémiose, Paris
- 2021 : Musée d'histoire de l'Institut franco-chinois et Centre d'art du Nouvel Institut Franco-Chinois, Lyon

### Expositions collectives
- 2008 : Salon du dessin contemporain, Paris, galerie Sémiose
- 2014-2017 : Drawing Now Paris, galerie Sémiose, Paris
- 2016 : 30 ans ! Histoire de collections, Artothèque, Espace d'art contemporain de Caen
- 2016 : Paridolie, galerie Sémiose, Marseille
- 2016 : Non figuratif, informel, minimaliste, abstrait. Un nouvel intérêt ?, Abbaye Saint-André, CAC Meymac.

## Commissaire d'exposition
- 2003 : Dessins pointus, Paris Halle Saint-Pierre
- 2009 : Animaliter, Strasbourg Médiathèque André Malraux
- 2011 : Et Lettera, Strasbourg Médiathèque André Malraux
- 2014 : Doré & Friends, MAMCS, Strasbourg

### Co-organisateur d'exposition
- 2017 : Fit to Print, en collaboration avec le New York Times, New-York (USA)[3],[19].